# Почти семнадцать
«Почти семнадцать» (англ. The Edge of Seventeen) — американский комедийно-драматический фильм о взрослении, режиссёра и сценариста Келли Фримон Крейг, в её режиссёрском дебюте. В главных ролях Хейли Стайнфелд, Вуди Харрельсон, Кира Седжвик и Хейли Лу Ричардсон.
Премьера состоялась 16 сентября 2016 года на кинофестивале в Торонто и 18 ноября 2016 года в США.
Он получил положительные отзывы, особенное признание критиков получила выступление Стайнфелд. Фильм заработал более 19,4 миллиона долларов при бюджете в 9 миллионов долларов.

## Сюжет
Надин и Криста со второго класса лучшие подруги. В 13 лет у Надин умирает отец. В 17 лет Надин переживает проблемы: ненавидит свой голос, ссорится с братом Дэрианом, конфликтует с учителем. Всё обостряется, когда Надин застаёт свою подругу в постели с Дэрианом. Она устраивает истерику и заставляет подругу сделать выбор между ней и братом. Рассказывает учителю, что собирается покончить с собой. И только благодаря однокласснику Эрвину Киму Надин начинает меняться и ценить жизнь.

## В ролях
- Хейли Стайнфелд — Надин Франклин[6], младшая сестра Дэриана и дочь Моны и Тома.
  - Лина Ренна — Надин в детстве
- Вуди Харрельсон — Макс Брюнер, учитель средней школы Надин и муж Грир[7].
- Хейли Лу Ричардсон — Криста, лучшая подруга Надин и девушка Дэриана[8].
- Блейк Дженнер — Дэриан Франклин, старший брат Надин и сын Моны и Тома, парень Кристы[9].
- Хейден Сзето — Эрвин Ким, неуклюжий поклонник Надин[9].
- Кира Седжвик — Мона Франклин, вдова Тома и мать Дэриана и Надин[7].
- Эрик Кинлисайд — Том Франклин, покойный муж Моны и отец Дэриана и Надин.
- Александр Калверт — Ник Моссман, старший мальчик, который привлекает Надин.
- Неста Купер — Шеннон, подруга Дэриана.
- Мередит Монро — Грир Брюнер, жена Макса.

## Производство
В 2011 году сценарист Келли Фримон Крейг отправила копию своего сценария Besties продюсеру Джеймсу Л. Бруксу, надеясь, что Брукс будет продюсировать фильм. Крейг вспоминала: «Я написала спецификацию этого фильма и была просто безумной поклонницей Джима в течение многих лет. Он был сумасшедшим дальными выстрелом, который я сделала! И тот, о котором я никогда не думала, что он на самом деле сработает. Но я отправил ему сценарий, и в итоге он взялся за проект». Фильм является режиссёрским дебютом Крейг . Она также является его продюсером.
4 августа 2015 года Хейли Стайнфелд была выбрана на главную роль, а Ричард Сакай был выбран в качестве продюсера фильма. 24 сентября 2015 года к актёрскому составу присоединились Вуди Харрельсон и Кира Седжвик, Харрельсон сыграл роль учителя средней школы, а Седжвик - матери главной героини. 6 октября 2015 года был выбран Блейк Дженнер в роли старшего брата Надин, популярного и красивого футболиста, который начинает встречаться с лучшей подругой Надин Кристой. Хейден Сзето был выбран в фильме в роли Эрвина Кима, искреннего одноклассника Надин, который делает несколько попыток завоевать её привязанность на протяжении большей части сюжета. Хейли Лу Ричардсон присоединилась к фильму, чтобы сыграть лучшую подругу Надин Кристу.
Съёмки началась 21 октября 2015 года в Ванкувере, затем в Анахайме, Калифорния. Съёмки также проходили в Средней школе Гилдфорд Парк и недалеко от Центра города Гилдфорд в Сарри, Британская Колумбия. Также был показан Порт-Муди, действие кинофестиваля проходило в мэрии. Съёмки завершились 3 декабря 2015 года.

## Выход
Изначально фильм планировалось выпустить 30 сентября 2016 года компанией STX Entertainment, но дату выходу перенесли на 18 ноября. Stage 6 Films и Sony Pictures Releasing International принадлежат некоторые права на распространение фильма за пределами США.
14 февраля 2017 года фильм был выпущен на Blu-ray и DVD компанией Universal Home Entertainment.

## Восприятие

### Сборы
Фильм заработал 14,4 миллионов долларов в США и Канаде и 4,4 миллионов долларов на других территориях, в общей сложности 18,8 миллионов долларов при бюджете в 9 миллионов долларов.
В Северной Америке фильм был выпущен вместе с фильмами «Фантастические твари и где они обитают» и «Пазманский дьявол», а с широким прокатом фильмов «Лунный свет» и «Долгая прогулка Билли Линна в перерыве футбольного матча». Первоначально ожидалось, что он заработает около 8 миллионов долларов от 1900 кинотеатров. Однако, заработав 1,8 миллиона долларов в первый день, прогнозы уик-энда были снижены до 4–5 миллионов долларов; в итоге он заработал 4,8 миллионов долларов, заняв седьмое место в прокате.

### Отзывы критиков
На Rotten Tomatoes фильм имеет рейтинг 94% на основе 222 отзывов, со средней оценкой 7.90 из 10. Консенсус сайта гласит: «Острый сценарий „Почти семнадцать“ — и выдающееся выступление Хейли Стайнфелд — сделайте это больше, чем просто ещё одно драмеди о взрослении». На Metacritic, фильм имеет рейтинг 77 из 100 на основе 38 отзывов, что указывает на «в целом благоприятные отзывы». Аудитория, опрошенная CinemaScore, дала фильму среднюю оценку «A−» по шкале от A+ до F.

## Номинации и награды
| List of awards and nominations     | List of awards and nominations | List of awards and nominations                     | List of awards and nominations            | List of awards and nominations | List of awards and nominations |
| Премия                             | Дата церемонии                 | Категория                                          | Получатели                                | Результат                      | Примечания                     |
| ---------------------------------- | ------------------------------ | -------------------------------------------------- | ----------------------------------------- | ------------------------------ | ------------------------------ |
| Ассоциация кинокритиков Остина     | 28 декабря 2016                | Лучший первый фильм                                | «Почти семнадцать»                        | Номинация                      | [ 24 ] [ 25 ]                  |
| Ассоциация кинокритиков Чикаго     | 15 декабря 2016                | Самый перспективный режиссёр                       | Келли Фримон Крейг                        | Номинация                      | [ 26 ]                         |
| Выбор критиков                     | 11 декабря 2016                | Лучший молодой исполнитель                         | Хейли Стайнфелд                           | Номинация                      | [ 27 ]                         |
| Выбор критиков                     | 11 декабря 2016                | Лучшая женская роль в комедии                      | Хейли Стайнфелд                           | Номинация                      | [ 27 ]                         |
| Выбор критиков                     | 11 декабря 2016                | Лучшая комедия                                     | Келли Фримон Крейг                        | Номинация                      | [ 27 ]                         |
| Общество кинокритиков Детройта     | 19 декабря 2016                | Лучший фильм                                       | «Почти семнадцать»                        | Номинация                      | [ 28 ]                         |
| Общество кинокритиков Детройта     | 19 декабря 2016                | Лучший прорыв                                      | Келли Фримон Крейг (режиссёр и сценарист) | Победа                         | [ 28 ]                         |
| Премия Гильдии режиссёров Америки  | 4 февраля 2017                 | Выдающаяся режиссура — Первый художественный фильм | Келли Фримон Крейг                        | Номинация                      | [ 29 ]                         |
| Золотой глобус                     | 8 января 2017                  | Лучшая женская роль — комедия или мюзикл           | Хейли Стайнфелд                           | Номинация                      | [ 30 ]                         |
| Golden Tomato Awards               | 12 января 2017                 | Лучший комедийный фильм 2016 года                  | «Почти семнадцать»                        | 5-е место                      | [ 31 ]                         |
| MTV Movie & TV Awards              | 7 мая 2017                     | Фильм года                                         | «Почти семнадцать»                        | Номинация                      | [ 32 ]                         |
| MTV Movie & TV Awards              | 7 мая 2017                     | Лучший актёр в фильме                              | Хейли Стайнфелд                           | Номинация                      | [ 32 ]                         |
| New York Film Critics Circle       | 1 декабря 2016                 | Лучший первый фильм                                | Келли Фримон Крейг                        | Победа                         | [ 33 ]                         |
| Teen Choice Awards                 | 13 августа 2017                | Выбор фильма: Драма                                | «Почти семнадцать»                        | Номинация                      | [ 34 ]                         |
| Teen Choice Awards                 | 13 августа 2017                | Выбор актрисы: Драма                               | Хейли Стайнфелд                           | Номинация                      | [ 34 ]                         |
| Ассоциация кинокритиков Торонто    | 11 декабря 2016                | Лучший первый полнометражный фильм                 | «Почти семнадцать»                        | Runner-up                      | [ 35 ]                         |
| Ассоциация кинокритиков Вашингтона | 5 декабря 2016                 | Лучшее молодежное выступление                      | Хейли Стайнфелд                           | Номинация                      | [ 36 ]                         |
| Women Film Critics Circle]         | 19 декабря 2016                | Лучшая молодая актриса                             | Хейли Стайнфелд                           | Победа                         | [ 37 ]                         |

## Отменённый спин-офф
В мае 2018 года было объявлено, что YouTube Premium начал разработку спин-оффа, основанного на фильме, который будет эксклюзивным для их платформы. Аннабель Оукс стала бы режиссёром пилотного эпизода, в то время как Фримон Крейг была бы исполнительным продюсером сериала. В мае 2020 года Оукс подтвердила, что сериал был отменён.